# Apostelhaus (Leipzig)

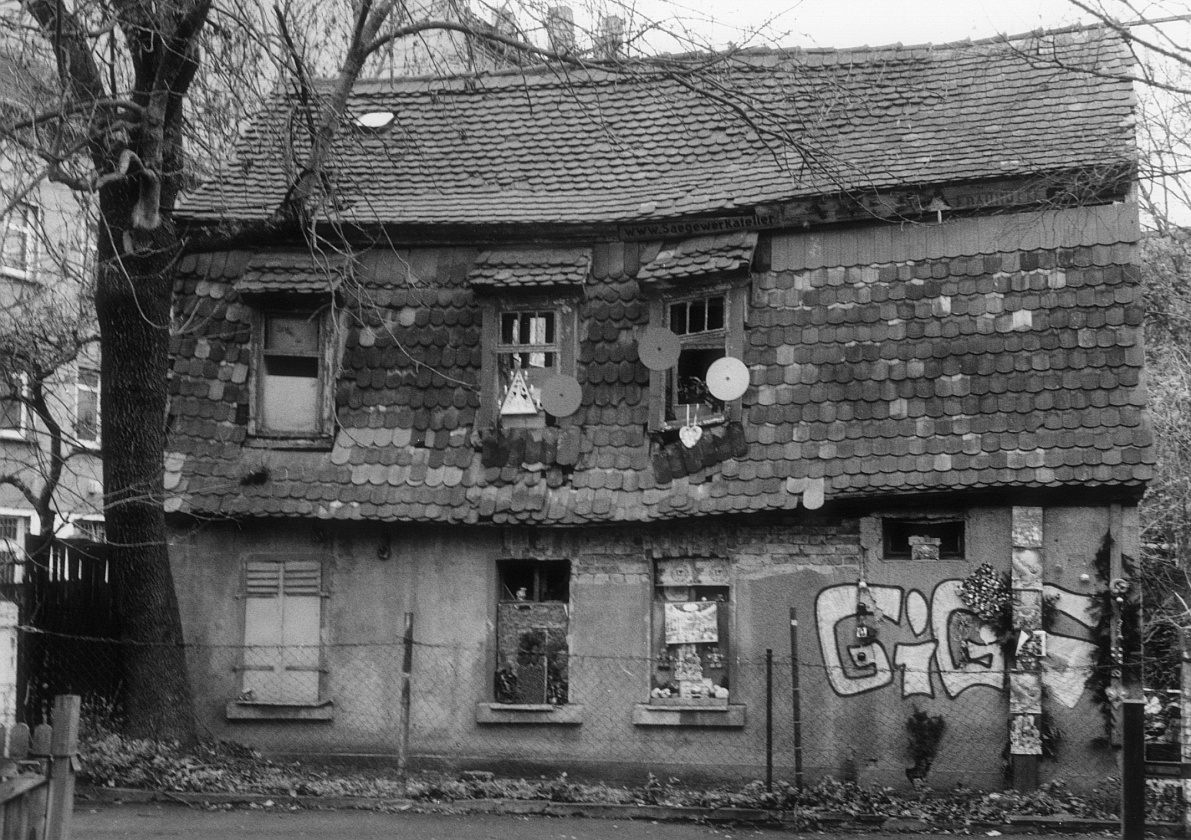
Ansicht des Apostelhauses 2015

Das 1740 entstandene Apostelhaus in der Leipziger Apostelstraße 20 ist das letzte von ursprünglich 12 Gesindehäusern – im Volksmund „die Zwölf Apostel“ – für Arbeiter der ehemaligen Rittergutsschäferei im Dorf Lindenau, das 1891 nach Leipzig eingemeindet wurde. Das eingeschossige Gebäude mit Mansarddach ist das älteste Gebäude und das letzte Zeugnis der vorstädtisch ländlichen Bauweise vor 1800 in Lindenau. Es liegt im Bereich des westlichen Rückzugsgebiets der napoleonischen Armee im Oktober 1813 und ist damit noch direkter Zeuge der Völkerschlacht. Derzeit ist es vom Abriss bedroht.